# Agenda de la transformation agricole de la république démocratique du Congo

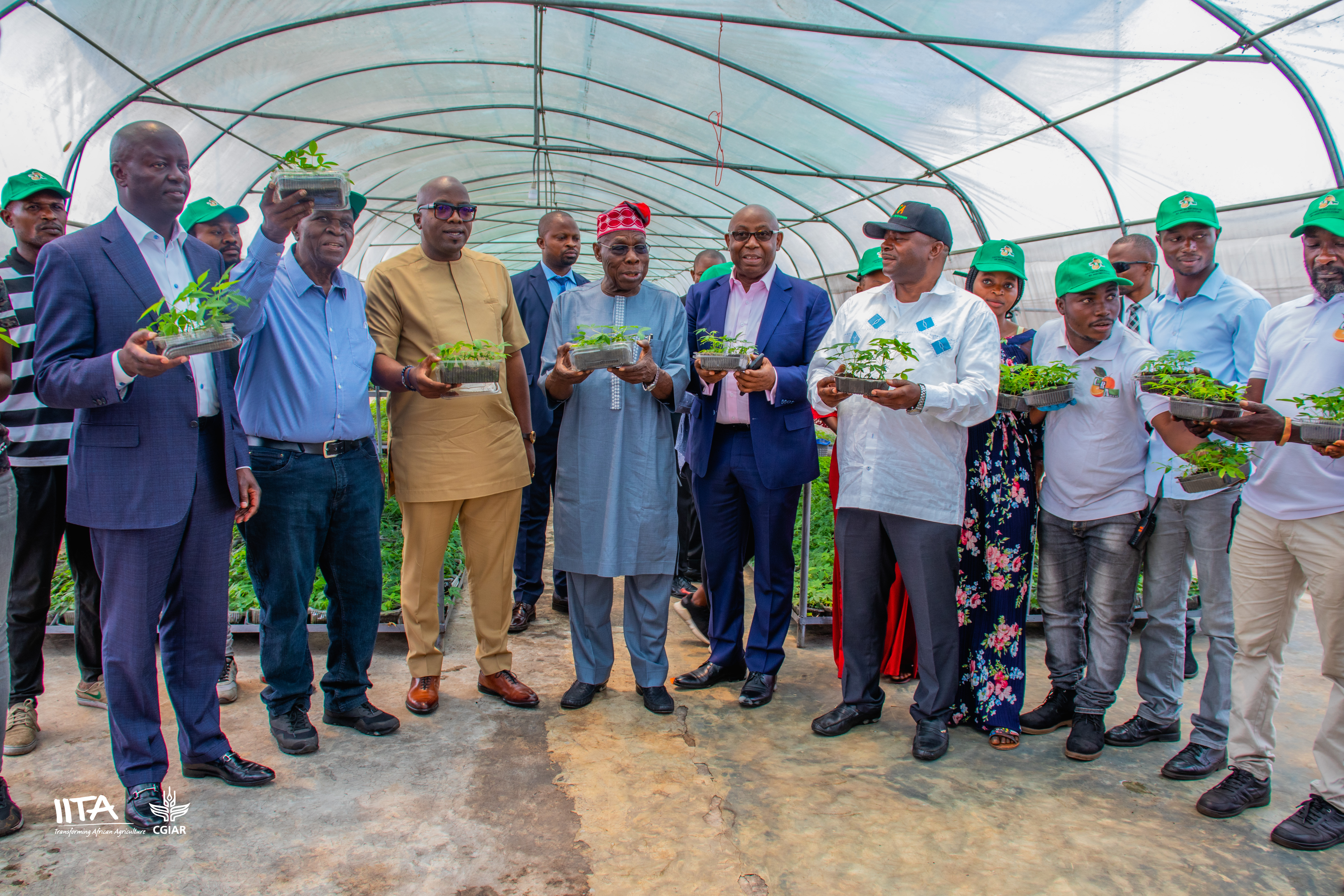
Partenariat IITA et ATA RDC pour renforcer l'agriculture Olesegun Obasandjo et Pacifique Kahasha.

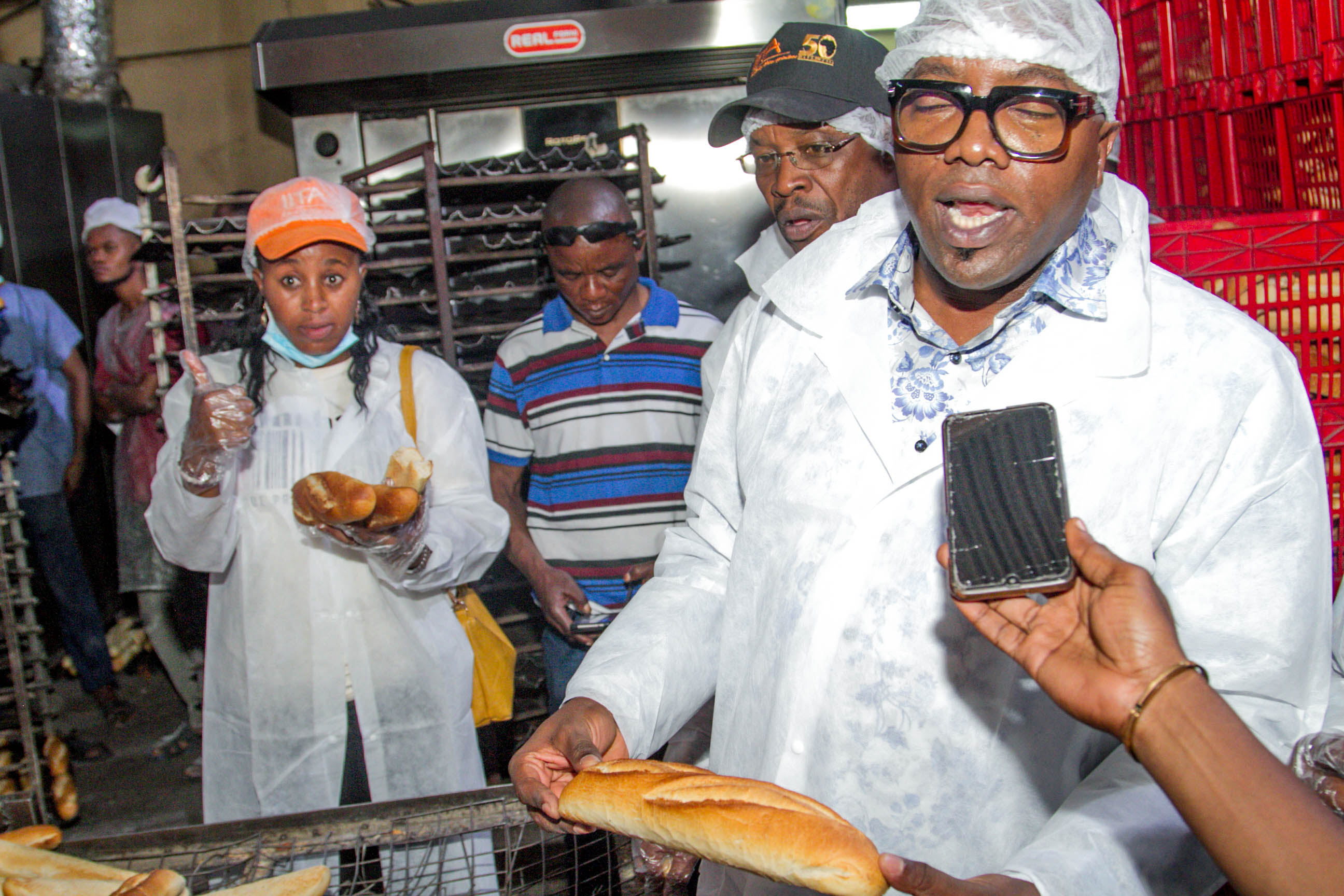
Pacifique Kahasa, Facilitateur ATA RDC avec Pain à base de manioc.

L'agenda de la transformation agricole de la république démocratique du Congo (ATA-RDC) est une initiative du président de la république démocratique du Congo, Félix-Antoine Tshisekedi Tshilombo, mis en œuvre par le ministère de l’agriculture avec l’assistance technique de l’Institut international d’agriculture tropicale (IITA) et l'Institut africain pour le leadership agricole (AALI).
L'institut est basé à Kinshasa en république démocratique du Congo.

## Histoire
Le programme a démarré officiellement ses activités en mars 2022 et s’assigne l’objectif est de promouvoir les chaines de valeurs des filières agricoles de manioc, du riz, du maïs, du soja, de la banane plantain, du haricot et de l’huile de palme. Il s’agit de l’agriculture comme business et non une action sociale ponctuelle.
En effet, c’est au cours de l’inauguration du laboratoire de biotechnologie, premier laboratoire en Afrique centrale au campus de recherche de l’IITA dans le Sud-Kivu, le 4 octobre 2019, 10 mois après sa prestation de serment, que le président de la République, Félix-Antoine Tshisekedi, a rappelé son implication en vue de la promotion du secteur agricole en signifiant : « Il est temps que le sol prenne sa revanche sur le sous-sol ». Tout en s’inspirant du modèle du Nigeria, après plusieurs échanges et missions sur terrain par une l’équipe composée des membres du ministère de l’Agriculture et de l’IITA que le programme ATA-RDC a démarré ses activités en mars 2022.

## Activités

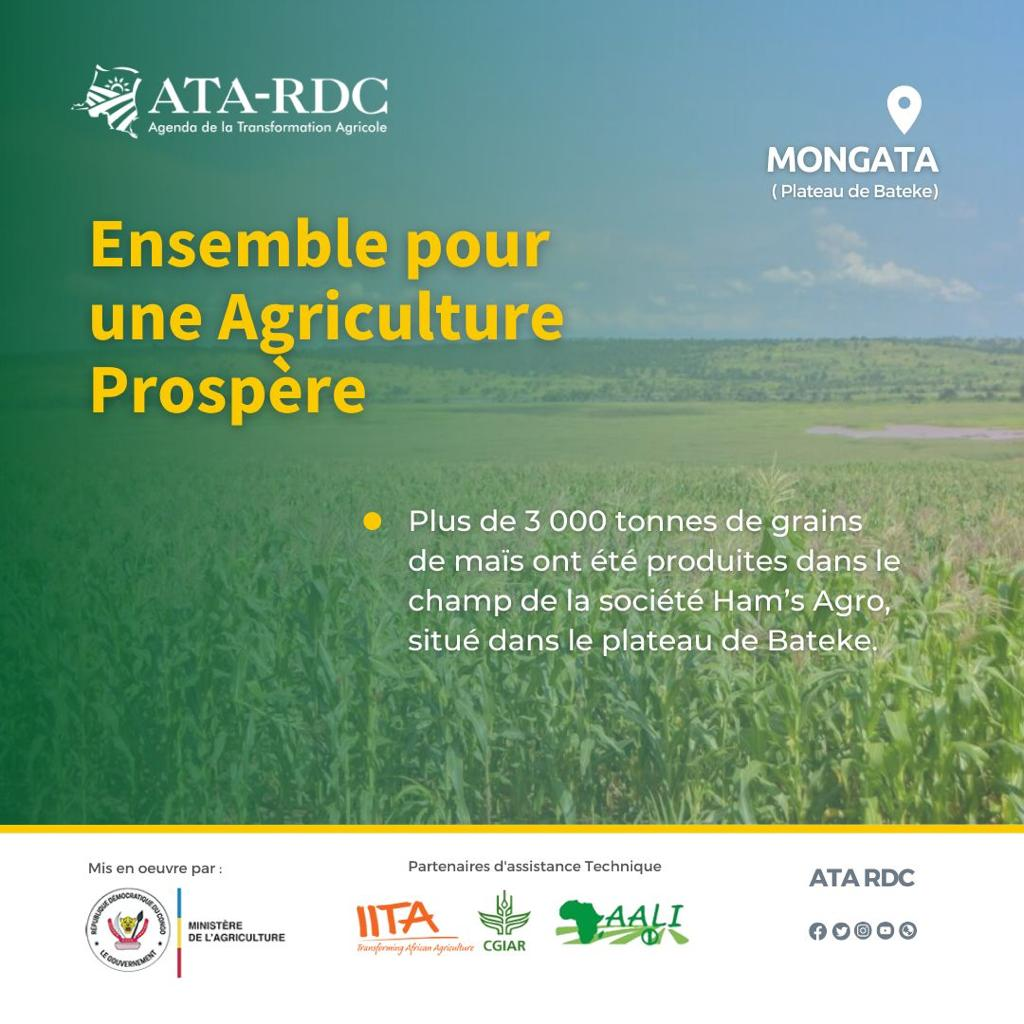
Ensemble pour une agriculture prospère.

Les activités du programme ATA-RDC sont menées dans huit province à travers le pays, notamment dans les bases agro-industrielles de Mongata (province de Kinshasa), Nkundi (Kongo-Central), Nkuadi (Kasaï-Oriental), Rusizi (Sud-Kivu) en collaboration avec l’entreprise Bio Agri Business (BAB), les provinces de l’ex-Katanga, de la Tshopo, du Haut-Uélé et de l’ex-Équateur.

## Priorités
ATA-RDC se fixe six domaines prioritaires : 
- Le développement des filières du maïs, de manioc, du riz, du soja, du haricot, de l’huile de palme, avec comme conséquence dans la chaine des valeurs, la production des protéines et aliments importants pour l’aquaculture, l’élevage porcin, ovin et bovin.
- L’Agriculture comme business et non une action sociale ponctuelle: Le programme ATA-RDC[2] considère le secteur agricole comme un moyen de création des revenus pouvant relever le niveau économique des populations[3].
- La relance et le développement de la filière  semencière  par l’Institut national pour l’étude et la recherche agricole (INERA) et  l’IITA. Cet aspect prend également en compte la promotion  d’un partenariat public privé avec les multiplicateurs de semences améliorées[4].
- La création des sites de fabrication des outils et accessoires nécessaires pour la mécanisation agricole, à Kinshasa, au Katanga, au Kasaï, au Sud-Kivu et dans la Tshopo[5].
- Le recrutement, la formation et le déploiement des brigades de moniteurs et inspecteurs agricoles, grâce au partenariat technique signé avec l’AALI. Ces brigades ont pour rôle d’assurer le suivi et l’évaluation du programme ATA-RDC, et de l’appuyer dans la création d’entreprises agroalimentaires modernes et la génération des emplois[6].
- La restructuration du portefeuille agricole de la RDC avec des partenaires financiers (Banque africaine de développement, BAD, Fonds International de développement agricole, FIDA, Banque mondiale, etc.)[7].

Avec ATA-RDC, le gouvernement donne l’impulsion et le secteur privé épandra le succès.